# Lista siturilor arheologice din județul Buzău - O
Lista siturilor arheologice din județul Buzău - O conține toate siturile arheologice din județul Buzău înscrise în Repertoriul Arheologic Național (RAN) și aflate în localități al căror nume începe cu litera O. RAN este administrat de Ministerul Culturii și Patrimoniului Național și cuprinde date științifice, cartografice, topografice, imagini și planuri, precum și orice alte informații privitoare la zonele cu potențial arheologic, studiate sau nu, încă existente sau dispărute.
Puteți căuta un sit din localitățile care încep cu litera O folosind formularul de mai jos sau puteți naviga prin toate siturile din județ la Lista siturilor arheologice din județul Buzău.
| Cod RAN                               | Denumire | Localitate                           | Adresă | Datare                                             | Descoperit | Coordonate | Imagine           | Erori            |
| ------------------------------------- | --- | ------------------------------------ | ------ | -------------------------------------------------- | ---------- | ---------- | ----------------- | ---------------- |
| 47541.01.01 (Cod LMI: BZ-I-s-B-02256) | Necropola Sântana de Mureș de la Ogrăzile / ansamblu anonim (Categorie: descoperire funerară) (Tip: Necropolă) | sat Ogrăzile, comuna Merei           |        | Sântana de Mureș - Cerneahov sec. III - IV p. Chr. |            |            | Încărcați imagine | Raportați eroare |
| 50040.01.01 (Cod LMI: BZ-I-s-B-02257) | Așezarea Sântana de Mureș de la Oreavul / ansamblu anonim (Categorie: locuire civilă) (Tip: Așezare)           | sat Oreavul, comuna Valea Râmnicului |        | Sântana de Mureș - Cerneahov sec. IV- V p. Chr.    |            |            | Încărcați imagine | Raportați eroare |